# 1918 en science
| Années de la science : 1915 - 1916 - 1917 - 1918 - 1919 - 1920 - 1921    |
| Décennies de la science : 1880 - 1890 - 1900 - 1910 - 1920 - 1930 - 1940 |

Cet article présente les faits marquants de l'année 1918 en science.

## Événements

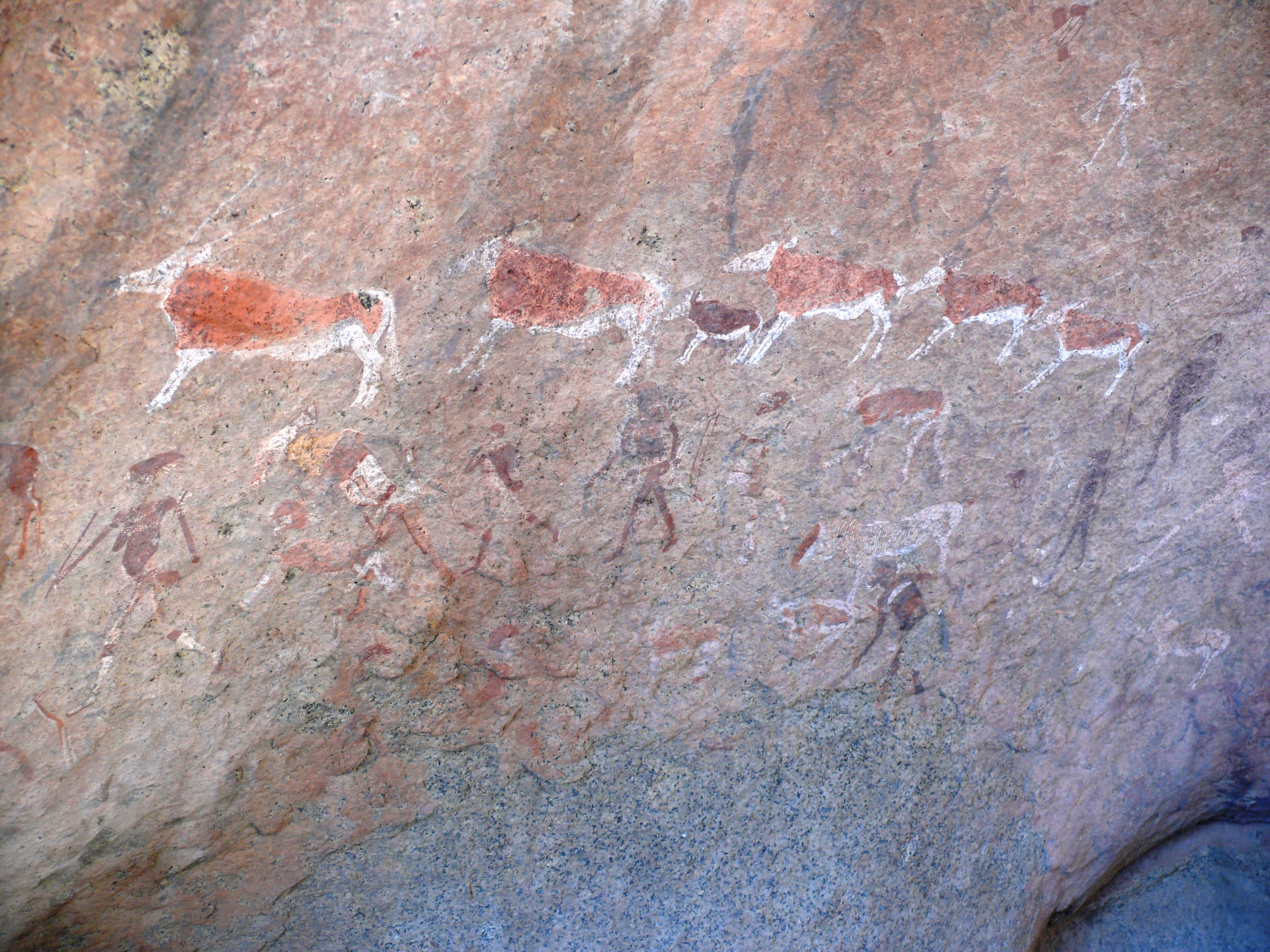
Les oryx de la fresque de la Dame blanche

- 4 janvier : l'explorateur allemand Reinhard Maack découvre la fresque de la Dame Blanche alors qu'il explorait le massif du Brandberg en Namibie[1]. La fresque a été peinte il y a plus de 2 000 ans par un groupe de bochimans.

- 14 février : introduction du calendrier grégorien en Russie[2].
- 23 février : l'ingénieur allemand Arthur Scherbius dépose un brevet pour une machine de chiffrement[3].

- 21 mai : dans un article communiqué à The Astrophysical Journal, l'astronome américain Harlow Shapley donne la mesure de notre Galaxie par l'étude des amas globulaires[4].
- 8 juin : première observation de V603 Aquilae, la plus brillante nova enregistrée depuis 1604, apparue dans la constellation de l'Aigle[5].
- 17 septembre : le physicien Paul Langevin dépose un brevet pour un Procédé et appareils d'émission et de réception des ondes élastiques sous-marines à l'aide des propriétés piézo-électriques du quartz[6]. Il met au point la technique d’émission et de réception des ultrasons d'où dérive l'Asdic puis le Sonar[7].
- 28-29 septembre : 5e congrès international de psychanalyse à Budapest. Sándor Ferenczi présente un rapport sur les névroses de guerre[8].

- 30 décembre : l'ingénieur américain Edwin Armstrong dépose une brevet en France pour un circuit de réception radio superhétérodyne qu'il a mis au point[9],[10].

## Prix
- Prix Nobel

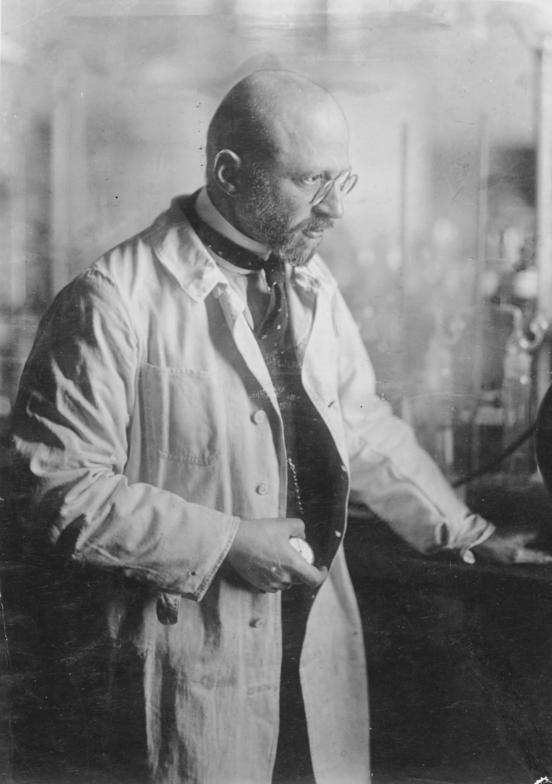
Fritz Haber en 1905

  - Physique : Max Planck (allemand) pour la théorie des quanta.
  - Chimie : Fritz Haber (allemand) pour la synthèse de l’ammoniac.
  - Physiologie ou médecine : Non décerné

- Médailles de la Royal Society
  - Médaille Copley : Hendrik Lorentz
  - Médaille Darwin : Henry Fairfield Osborn
  - Médaille Davy : Frederic Kipping
  - Médaille Hughes : Irving Langmuir
  - Médaille royale : Frederick Gowland Hopkins, Alfred Fowler
  - Médaille Rumford : Charles Fabry et Alfred Perot

- Médailles de la Geological Society of London
  - Médaille Lyell : Henry Woods
  - Médaille Murchison : Joseph Burr Tyrrell
  - Médaille Wollaston : Charles Doolittle Walcott

- Prix Jules-Janssen (astronomie) : Georges Raymond
- Médaille Linnéenne : Frederick DuCane Godman

## Naissances

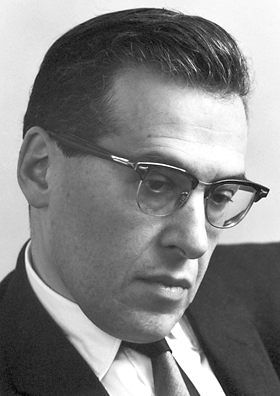
Julian Schwinger

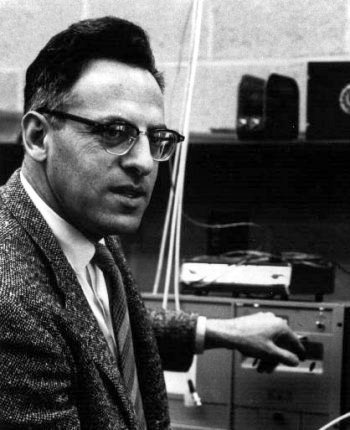
Frederick Reines

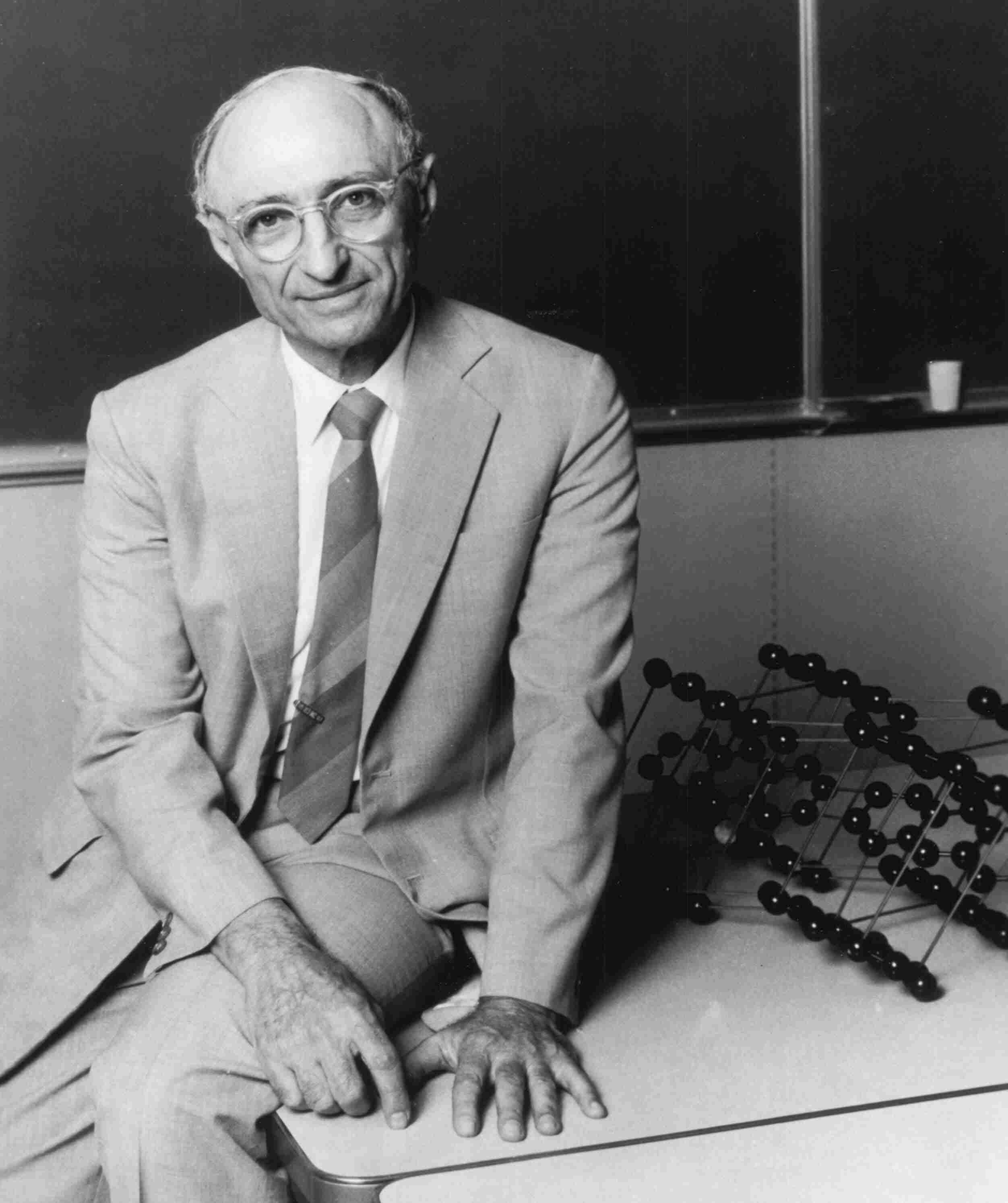
Martin Pope

- 15 janvier : David George Kendall (mort en 2007), statisticien britannique.
- 23 janvier : Gertrude Elion (morte en 1999), pharmacologue et biochimiste américaine, prix Nobel de physiologie ou médecine en 1988.
- 27 janvier : Antonín Mrkos (mort en 1996), astronome tchèque.
- 11 février : Anne Stine Ingstad (morte en 1997), archéologue norvégienne.
- 12 février : Julian Schwinger (mort en 1994), physicien américain, prix Nobel de physique 1965.
- 28 février : John Karlin (mort en 2013), psychologue et industriel américain

- 16 mars : Frederick Reines (mort en 1998), physicien américain, prix Nobel de physique en 1995.

- 4 avril : Joseph Ashbrook (mort en 1980), astronome américain.
- 13 avril : Jean-Pierre Dévigne (mort en 1980), géologue français.
- 19 avril : Clifford Berry (mort en 1963), informaticien américain.
- 20 avril : Kai Siegbahn (mort en 2007), physicien suédois, prix Nobel de physique en 1981.
- 25 avril : Gérard de Vaucouleurs (mort en 1995), astronome franco-américain.

- 11 mai : Richard Feynman (mort en 1988), physicien américain, prix Nobel de physique 1965.
- 13 mai : Francis Anscombe (mort en 2001), statisticien britannique.
- 18 mai : Robert Barlow (mort en 1951), écrivain, anthropologue et historien américain.
- 20 mai : Edward B. Lewis (mort en 2004), généticien américain, prix Nobel de physiologie ou médecine 1995.

- 6 juin : Edwin G. Krebs (mort en 2009), biochimiste américain, prix Nobel de physiologie ou médecine en 1992.
- 7 juin : Chikio Hayashi (mort en 2002), statisticien japonais.
- 18 juin : Jerome Karle, chimiste américain, prix Nobel de chimie en 1985.

- 2 juillet : Gilbert Kenneth Jenkins (mort en 2005), historien et numismate anglais.
- 7 juillet : Robert Russell Newton (mort en 1991), historien de l'astronomie américain.
- 15 juillet : Bertram Brockhouse (mort en 2003), physicien canadien, prix Nobel de physique en 1994.
- 28 juillet : Albert George Wilson, astronome américain.
- 31 juillet : Paul D. Boyer, biochimiste américain, prix Nobel de chimie en 1997.

- 2 août : Jim Jensen (mort en 1998), paléontologue américain.
- 3 août : Sidney Gottlieb (mort en 1999), psychiatre militaire et chimiste de l'armée américaine.
- 13 août :
  - Georges Laplace (mort en 2004), préhistorien français.
  - Frederick Sanger, biochimiste anglais, prix Nobel de chimie en 1958 et en 1980.
- 15 août : Jean Brossel (mort en 2003), physicien français.
- 22 août : Martin Pope (mort en 2022), chimiste et professeur américain.
- 26 août : Katherine Johnson, mathématicienne et ingénieure spatiale américaine.

- 8 septembre : Derek Harold Richard Barton (mort en 1998), chimiste britannique, prix Nobel de chimie en 1969.
- 24 septembre : Michael J. S. Dewar (mort en 1997), chimiste théorique britannique.
- 27 septembre : Martin Ryle (mort en 1984), radioastronome britannique.

- 4 octobre : Ken'ichi Fukui (mort en 1998), chimiste japonais.
- 6 octobre : Abraham Robinson (mort en 1974), mathématicien, logicien et un ingénieur américain d'origine allemande.
- 8 octobre : Jens Christian Skou, médecin et biophysicien danois, prix Nobel de chimie en 1997.
- 26 octobre : Kamal el-Mallakh (mort en 1987), égyptologue égyptien.

- 2 novembre : Jean Servier (mort en 2000), ethnologue et historien français.
- 10 novembre : Ernst Otto Fischer (mort en 2007), chimiste allemand, prix Nobel de chimie en 1973.
- 11 novembre : David Schneider (mort en 1995), anthropologue américain.
- 19 novembre : Hendrik Christoffel van de Hulst (mort en 2000), astronome néerlandais.

- 12 décembre : Igor Ansoff (mort en 2002), mathématicien et économiste russo-américain.
- 25 décembre : Tamara Smirnova, astronome russe.

- Ray Birdwhistell (mort en 1994), anthropologue américain.
- Louis Foucher (mort en 2003), professeur, historien et archéologue français.
- Arnold W. Frutkin, scientifique américain.
- John Herivel, historien et cryptanalyste britannique.
- Clemens Roothaan, physicien néerlandais.

## Décès

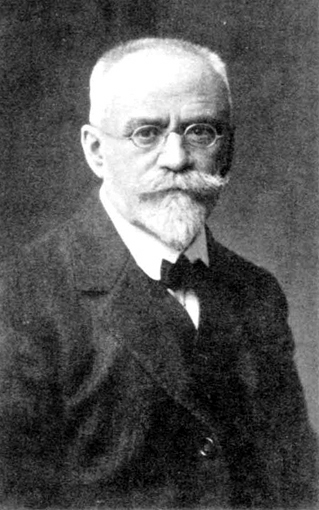
Joseph Deniker

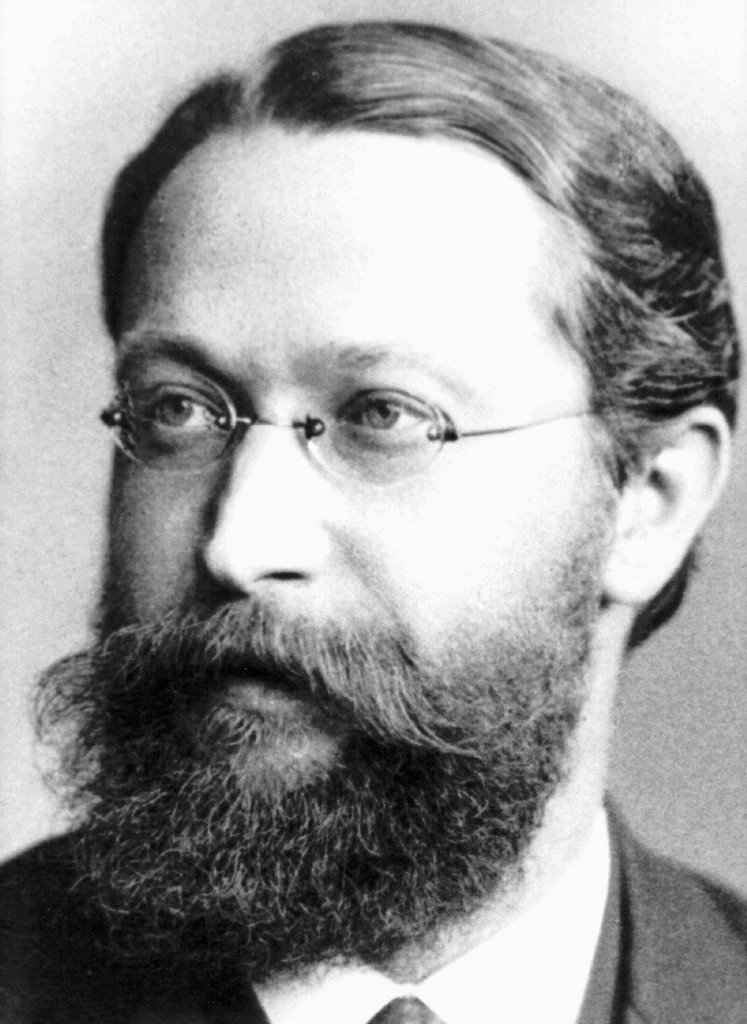
Karl Ferdinand Braun

- 20 janvier : Édouard Chavannes (né en 1865), archéologue et sinologue français.
- 26 février : Pietro Blaserna (né en 1836), mathématicien, physicien, recteur et sénateur italien.
- 18 mars : Joseph Deniker (né en 1852), naturaliste et anthropologue français.

- 4 avril : Victor Commont (né en 1866), géologue et préhistorien français.
- 20 avril : Karl Ferdinand Braun (né en 1850), physicien allemand, prix Nobel de physique en 1909.

- 1er mai : Grove Karl Gilbert (né en 1843), géologue américain.
- 10 mai : François Joseph Clozel (né en 1860), administrateur colonial français.

- 27 juin : George Mary Searle (né en 1839), astronome américain.

- 4 juillet : Charles Wolf (né en 1827), astronome français.
- 7 juillet : Joseph Grasset (né en 1849), médecin français spécialiste des maladies nerveuses, à Montpellier.
- 13 juillet : Wilhelm Lorenz (né en 1886), astronome allemand.
- 30 août : Samuel Wendell Williston (né en 1851), paléontologue et entomologiste américain.
- 31 août : André-Louis Cholesky (né en 1875), officier, ingénieur topographe et géodésien français.

- 2 octobre : Christian Otto Mohr (né en 1835), mécanicien allemand.
- 3 octobre : Anne Casimir Pyrame de Candolle (né en 1836), botaniste suisse.
- 15 octobre : Georg Albrecht Klebs (né en 1857), botaniste allemand.
- 4 novembre : James Jackson Putman, neuropsychiatre.
- 20 novembre : Michel Luizet (né en 1866), astronome français, spécialiste des étoiles variables.

- 6 décembre : Alexandre Dianin (né en 1851), chimiste russe.
- 14 décembre : Édouard Bureau (né en 1830), médecin et paléobotaniste français.

- Oric Bates (né vers 1883), historien et archéologue américain.
- Alphonse Buisine (né en 1856), chimiste français.
- Gustave de Closmadeuc (né en 1828), chirurgien et archéologue français.